# Серебрянка (Тюменская область)
Серебрянка — село в Викуловском районе Тюменской области России. Входит в состав Каргалинского сельского поселения.

## География
Село находится в восточной части Тюменской области, в таёжной зоне, в пределах юго-западной части Западно-Сибирской низменности, на левом берегу реки Ишим, на расстоянии примерно 39 километров (по прямой) к северо-северо-востоку (NNE) от села Викулова, административного центра района. Абсолютная высота — 58 метров над уровнем моря.
Климат
Климат континентальный с суровой холодной зимой. Годовое количество осадков — 417 мм. Средняя температура января составляет −18,9 °C, июля — +18 °C. Продолжительность периода с
устойчивым снежным покровом — 161 день.
Часовой пояс
Село Серебрянка, как и вся Тюменская область, находится в часовой зоне МСК+2. Смещение применяемого времени относительно UTC составляет +5:00.

## Население
| 2010 |
| ---- |
| 54   |

Половой состав
По данным Всероссийской переписи населения 2010 года в половой структуре населения мужчины составляли 51,9 %, женщины — соответственно 48,1 %.
Национальный состав
Согласно результатам переписи 2002 года, в национальной структуре населения русские составляли 100 % из 62 чел.